# 京都拘置所
京都拘置所（きょうとこうちしょ）は、法務省矯正局の大阪矯正管区に属する拘置所。
下部機関として、2017年に廃庁となった奈良少年刑務所の未決区を引き継いだ奈良拘置支所と、同刑務所から移管された葛城拘置支所を持つ。

## 所在地
〒612-8418　京都府京都市伏見区竹田向代町138
- 近鉄京都線上鳥羽口駅下車徒歩2分（拘置所自体は駅前に位置している）
- 京都市営地下鉄烏丸線くいな橋駅下車徒歩5分

## 被収容者
- 刑事被告人（未決勾留者）
- A級受刑者（当所執行受刑者）

## 沿革
- 1924年（大正13年）9月：京都市上京区竹屋町通柳馬場に京都刑務所所管上京区支所として発足。
- 1941年（昭和16年）11月：京都刑務所から独立し、京都拘置所設置。
- 1961年（昭和36年）12月：現在地に移転。